# Красный (Шкуринское сельское поселение)
Кра́сный — хутор в Кущёвском районе Краснодарского края.
Входит в состав Шкуринского сельского поселения.

## География
Хутор расположен в северной части Приазово-Кубанской равнины.

## Население
| 2002 | 2010 |
| ---- | ---- |
| 115  | ↘77  |

## Улицы
На хуторе имеется одна улица: ул. Красная.